# Weiler (bei Mayen)

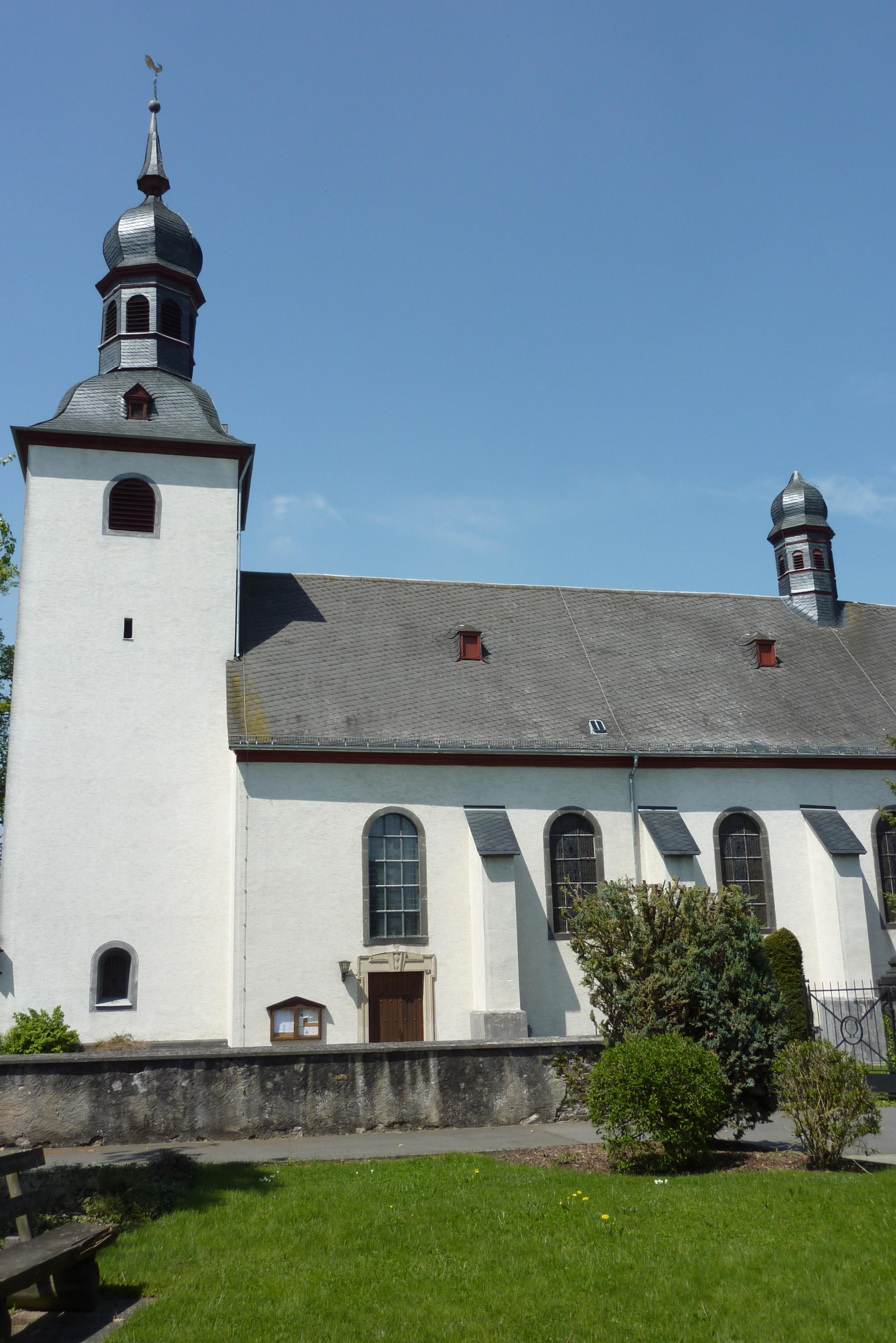
St. Kastor in Weiler

Weiler ist eine Ortsgemeinde im Landkreis Mayen-Koblenz in Rheinland-Pfalz. Sie gehört der Verbandsgemeinde Vordereifel an, die ihren Verwaltungssitz in Mayen hat.

## Gemeindegliederung
Zur Ortsgemeinde Weiler gehört auch der Ortsteil Niederelz sowie die Wohnplätze Waldhof, Weilerhöfe und Wiesbachmühle.

## Einwohnerentwicklung
Die Entwicklung der Einwohnerzahl der Gemeinde Weiler, die Werte von 1871 bis 1987 beruhen auf Volkszählungen:
| Jahr | Einwohner |
| ---- | --------- |
| 1815 | 362       |
| 1835 | 517       |
| 1871 | 498       |
| 1905 | 472       |
| 1939 | 469       |
| 1950 | 491       |
| 1961 | 509       |

| Jahr | Einwohner |
| ---- | --------- |
| 1970 | 570       |
| 1987 | 473       |
| 1997 | 490       |
| 2005 | 515       |
| 2011 | 494       |
| 2017 | 473       |
| 2023 | 511       |

## Politik

### Gemeinderat
Der Gemeinderat in Weiler besteht aus zwölf Ratsmitgliedern, die bei der Kommunalwahl am 9. Juni 2024 in einer Mehrheitswahl gewählt wurden, und dem ehrenamtlichen Ortsbürgermeister als Vorsitzendem.

### Bürgermeister
Fabian Steffens wurde am 14. August 2019 Ortsbürgermeister von Weiler. Bei der Direktwahl am 26. Mai 2019 war er mit einem Stimmenanteil von 77,18 % gewählt worden. Bei der Direktwahl am 9. Juni 2024 wurde er als einziger Bewerber mit 81,7 % für weitere fünf Jahre wiedergewählt.
Vorgänger von Fabian Steffens war Hermann-Josef Thelen, der das Amt 15 Jahre ausübte.

### Wappen
| Wappen von Weiler | Blasonierung: „Über rotem Schildfuß, darin eine goldene Rose mit silbernem Butzen, in Gold ein rotes Gemerke in Form eines leicht schräg links geneigten oben und unten verstutzten Pfahls, von dem spitzwinklig oben nach links zwei Nasen und unten nach rechts eine Nase abstehen, oben rechts sowie unten links von je einer roten Raute begleitet.“ |
| Wappen von Weiler | |

## Religion
84 % der Einwohner von Weiler sind katholisch, 4 % evangelisch.
Die katholische Pfarrei Weiler wurde 831 als Teil der Großpfarrei Nachtsheim in einer Urkunde des Trierer Erzbischofs Hetti erwähnt. Die Kirche St. Kastor ist dem Castor von Karden geweiht. Sie gehört heute zur Pfarreiengemeinschaft Nachtsheim.
Die Protestanten sind der Evangelischen Kirchengemeinde Mayen zugeordnet, die zum Kirchenkreis Koblenz der Evangelischen Kirche im Rheinland gehört.

## Persönlichkeiten
- Andrea Nahles (* 1970), Politikerin (SPD), die ehemalige SPD-Parteivorsitzende und seit dem 1. August 2022 Vorstandsvorsitzende der Bundesagentur für Arbeit wuchs in Weiler auf und besuchte die dortige Grundschule.